# 佐分利成忠
佐分利 成忠（さぶり なりただ）は、安土桃山時代から江戸時代初期にかけての武将。

## 経歴・人物
佐分利氏は若狭国大飯郡佐文郷（のち佐分利村）を本貫とする氏族。
弟の重隆は佐分利流槍術の始祖。成忠もまた槍を能くした。関ヶ原の戦いでは、古田重勝に従い津城籠城戦で奮戦した。のち姫路藩主池田輝政に兄弟で仕官した。
島原の乱では四男成次・五男成興らを率い奮戦するものの、本丸付近にて討死した。のち戦功により佐分利家は1000石を加増された。